# 奈良県の市町村旗一覧
奈良県の市町村旗一覧（ならけんのしちょうそんきいちらん）は、奈良県内の市町村に制定されている、あるいは制定されていた市町村旗の一覧である。なお、一覧の順序は全国地方公共団体コード順による。廃止された市町村旗は廃止日から順に掲載している。

## 市部
| 市         | 市旗 | 制定有無 | 制定日        | 旗の色                                                   | 備考                                                   |
| ---------- | ---- | -------- | ------------- | -------------------------------------------------------- | ------------------------------------------------------ |
| 奈良市     |      | あり     | 1976年10月9日 | 地色は朱色であり、紋章は緑色が指定され、文字は白色である | 旗の左端には「奈良市」と縦書き筆記体で配置する。       |
| 大和高田市 |      | あり     | 1981年12月1日 | 地色は蘇芳色であり、紋章は白色が指定されている           | 旗の左端に「大和高田市」を縦書き角ゴシック体で配置する |
| 大和郡山市 |      | あり     | 1974年1月17日 | 地色は群青色であり、紋章は白色が指定されている           |                                                        |
| 天理市     |      | なし     | なし          | 地色は紫色であり、紋章は白色が指定されている             |                                                        |
| 橿原市     |      | あり     | 1976年10月1日 | 地色は緑色であり、紋章は金色が指定されている             |                                                        |
| 桜井市     |      | なし     | なし          | 地色は白色であり、紋章は小豆色が指定されている           |                                                        |
| 五條市     |      | あり     | 1958年10月1日 | 地色は白色であり、紋章は小豆色が指定されている           |                                                        |
| 御所市     |      | あり     | 1978年11月1日 | 地色は緑色であり、紋章は白色が指定されている             |                                                        |
| 生駒市     |      | あり     | 1983年4月1日  | 地色は緑色であり、紋章は白色が指定されている             |                                                        |
| 香芝市     |      | あり     | 2020年2月28日 | 地色は白色であり、紋章は緑色が指定されている             |                                                        |
| 葛城市     |      | なし     | なし          | 地色は白色であり、紋章は指定色が指定されている           |                                                        |
| 宇陀市     |      | あり     | 2006年1月1日  | 地色は白色であり、紋章は指定色が指定されている           |                                                        |

## 町村部
| 郡       | 町村     | 町村旗 | 由来 | 制定日         | 旗の色                                                                  | 備考                                       |
| -------- | -------- | ------ | ---- | -------------- | ----------------------------------------------------------------------- | ------------------------------------------ |
| 山辺郡   | 山添村   |        | あり | 1972年7月1日   | 地色は黄緑色であり、紋章は白色が指定されている                          |                                            |
| 生駒郡   | 平群町   |        | あり | 1970年12月1日  | 地色は白色であり、紋章は緑色が指定されている                            |                                            |
| 生駒郡   | 三郷町   |        | なし | なし           | 地色は白色であり、紋章は黒色が指定されている                            |                                            |
| 生駒郡   | 斑鳩町   |        | なし | なし           | 地色は白色であり、紋章は朱色が指定されている                            |                                            |
| 生駒郡   | 安堵町   |        | あり | 1971年2月12日  | 地色は白色であり、紋章は緋色が指定されている                            |                                            |
| 磯城郡   | 川西町   |        | なし | なし           | 地色は緑色であり、紋章は白色が指定されている                            |                                            |
| 磯城郡   | 三宅町   |        | あり | 1986年12月19日 | 地色は青色であり、紋章は白色が指定されている                            |                                            |
| 磯城郡   | 田原本町 |        | なし | なし           | 地色は地色は臙脂色であり、紋章は白色が指定されている                    |                                            |
| 宇陀郡   | 曽爾村   |        | あり | 1971年8月21日  | 地色は藍色であり、紋章は白色が指定されている                            |                                            |
| 宇陀郡   | 御杖村   |        | あり | 1973年12月1日  | 地色は白色であり、紋章は濃緑色が指定されている                          | 1976年12月22日に規則化される               |
| 高市郡   | 高取町   |        | なし | なし           | 地色は臙脂色であり、紋章は白色が指定されている                          |                                            |
| 高市郡   | 明日香村 |        | なし | なし           | 地色は白色であり、紋章は臙脂色が指定されている                          |                                            |
| 北葛城郡 | 上牧町   |        | なし | なし           | 地色は紫色であり、紋章は白色が指定されている                            |                                            |
| 北葛城郡 | 王寺町   |        | あり | 1966年12月17日 | 地色は紫色であり、紋章は白色が指定されている                            |                                            |
| 北葛城郡 | 広陵町   |        | なし | なし           | 地色は白色であり、紋章は緑色が指定されている                            |                                            |
| 北葛城郡 | 河合町   |        | あり | 1971年7月1日   | 地色は紫色であり、紋章は白色が指定されている                            |                                            |
| 吉野郡   | 吉野町   |        | あり | 1968年9月21日  | 地色は白色であり、紋章は蘇芳色（小豆色でも可）が指定されている          | 吉野町告示第53号によって制定される         |
| 吉野郡   | 大淀町   |        | なし | なし           | 地色は白色であり、紋章は青色が指定されている                            |                                            |
| 吉野郡   | 下市町   |        | なし | なし           | 地色は白色であり、紋章は臙脂色が指定されている                          |                                            |
| 吉野郡   | 黒滝村   |        | あり | 1970年8月1日   | 地色は白色であり、紋章は深緑色が指定されている                          |                                            |
| 吉野郡   | 天川村   |        | あり | 1971年8月30日  | 地色は白色であり、紋章は濃緑色が指定されている                          |                                            |
| 吉野郡   | 野迫川村 |        | なし | なし           | 地色は白色であり、紋章は緑色が指定されている                            |                                            |
| 吉野郡   | 十津川村 |        | あり | 1983年10月1日  | 地色は白色であり、紋章は黒が指定されている                              | 北海道新十津川町も同一の旗を使用している。 |
| 吉野郡   | 下北山村 |        | あり | 1969年12月10日 | 指定されていない 慣例として地色は白色であり、紋章は緑色が指定されている |                                            |
| 吉野郡   | 上北山村 |        | あり | 1972年5月1日   | 指定されていない 慣例として地色は緑色であり、紋章は白色が指定されている |                                            |
| 吉野郡   | 川上村   |        | あり | 1972年3月11日  | 地色は白色であり、紋章は緑色が指定されている                            |                                            |
| 吉野郡   | 東吉野村 |        | あり | 1974年4月1日   | 地色は白色であり、紋章は青色が指定されている                            |                                            |

## 廃止された市町村旗
| 郡       | 市町村   | 市町村章 | 由来     | 制定日        | 廃止日        | 旗の色                                                                                      | 備考                                |
| -------- | -------- | -------- | -------- | ------------- | ------------- | ------------------------------------------------------------------------------------------- | ----------------------------------- |
| 北葛城郡 | 當麻町   |          | なし     | なし          | 2004年10月1日 | 地色は白色であり、紋章は黒色が指定されている                                                |                                     |
| 北葛城郡 | 新庄町   |          | なし     | なし          | 2004年10月1日 | 地色は臙脂色であり、紋章は白色が指定されている                                              |                                     |
| 添上郡   | 月ヶ瀬村 |          | あり     | 1978年1月1日  | 2005年4月1日  | 地色は臙脂色（マンセル記号5R{\displaystyle {3 \over 5}}）であり、紋章は白色が指定されている | 月ヶ瀬村告示第1号によって制定される |
| 山辺郡   | 都祁村   |          | 規格なし | 規格なし      | 2005年4月1日  | 規格なし                                                                                    |                                     |
| 吉野郡   | 西吉野村 |          | あり     | 1988年7月1日  | 2005年9月25日 | 地色は黄緑色であり、紋章は橙色が指定されている                                              |                                     |
| 吉野郡   | 大塔村   |          | なし     | なし          | 2005年9月25日 | 地色は藍色であり、紋章は白色が指定されている                                                |                                     |
| 宇陀郡   | 大宇陀町 |          | あり     | 1970年11月1日 | 2006年1月1日  | 地色は白色であり、紋章は群青色が指定されている                                              |                                     |
| 宇陀郡   | 菟田野町 |          | あり     | 1980年7月1日  | 2006年1月1日  | 地色は白色であり、紋章は群青色が指定されている                                              |                                     |
| 宇陀郡   | 榛原町   |          | なし     | なし          | 2006年1月1日  | -                                                                                           |                                     |
| 宇陀郡   | 室生村   |          | なし     | なし          | 2006年1月1日  | -                                                                                           |                                     |

### 書籍
- 中川幸也『シリーズ人間とシンボル第2号「都市の旗と紋章」』中川ケミカル、1987年10月11日。
- NHK情報ネットワーク『NHKふるさとデータブック7 [近畿]』日本放送協会、1992年5月1日。

### 自治体書籍
- 月ヶ瀬村役場『村報月ヶ瀬 昭和53年1月10日号』奈良県添上郡月ヶ瀬村、1978年1月10日。
- 月ヶ瀬村役場『月ヶ瀬村例規集』奈良県添上郡月ヶ瀬村。
- 三宅町役場『三宅町例規集』奈良県磯城郡三宅町。
- 大宇陀町役場『大宇陀町例規集』奈良県宇陀郡大宇陀町。
- 菟田野町役場『菟田野町例規集』奈良県宇陀郡菟田野町。
- 吉野町役場『広報よしの 昭和43年10月10日号』奈良県吉野郡吉野町、1968年10月10日。
- 西吉野村役場『西吉野村例規集』奈良県吉野郡西吉野村。
- 黒滝村役場『黒滝村例規集』奈良県吉野郡黒滝村。
- 天川村役場『天川村例規集』奈良県吉野郡天川村。
- 十津川村役場『十津川村例規集』奈良県吉野郡十津川村。
- 上北山村役場『上北山村例規集』奈良県吉野郡上北山村。
- 下北山村役場『下北山村例規集』奈良県吉野郡下北山村。
- 川上村役場『川上村例規集』奈良県吉野郡川上村。
- 東吉野村役場『東吉野村例規集』奈良県吉野郡東吉野村。